# Nunciatura apostòlica a Irlanda
La Santa Seu, com a govern central de l'Església Catòlica, que data des d'inicis de l'època cristiana (a diferència de l'Estat de la Ciutat del Vaticà, que data de 1929) té lligams diplomàtics amb Irlanda, així com amb molts altres països arreu del món.
La residència del nunci és a Navan Road, Dublín (Irlanda).

## Nuncis apostòlics
- Paschal Robinson (27 de novembre de 1929 – 27 d'agost de 1948 mort)[2]
- Ettore Felici (2 de setembre de 1949 – 9 de maig de 1951 mort)
- Gerald Patrick Aloysius O'Hara (27 de novembre de 1951 – 8 de juny de 1954)[3]
- Albert Levame (16 de juny de 1954 – 5 de desembre de 1958 mort)[4]
- Antonio Riberi (19 de febrer de 1959 – 28 d'abril de 1962)
- Giuseppe Sensi (10 de maig de 1962 – 8 de juliol de 1967)
- Joseph Francis McGeough (8 de juliol de 1967 – de març de 1969)
- Gaetano Alibrandi (19 d'abril de 1969 – 1989)[5]
- Emanuele Gerada (4 de febrer de 1989 – 17 d'octubre de 1995)
- Luciano Storero (15 de novembre de 1995 – 1 d'octubre de 2000)
- Giuseppe Lazzarotto (11 de novembre de 2000 – 22 de desembre de 2007)[6]
- Giuseppe Leanza (22 de febrer de 2008 – 15 de setembre de 2011)
- Charles John Brown (26 de novembre de 2011 – present)[7][8]